# Miquel Xarvaixidze

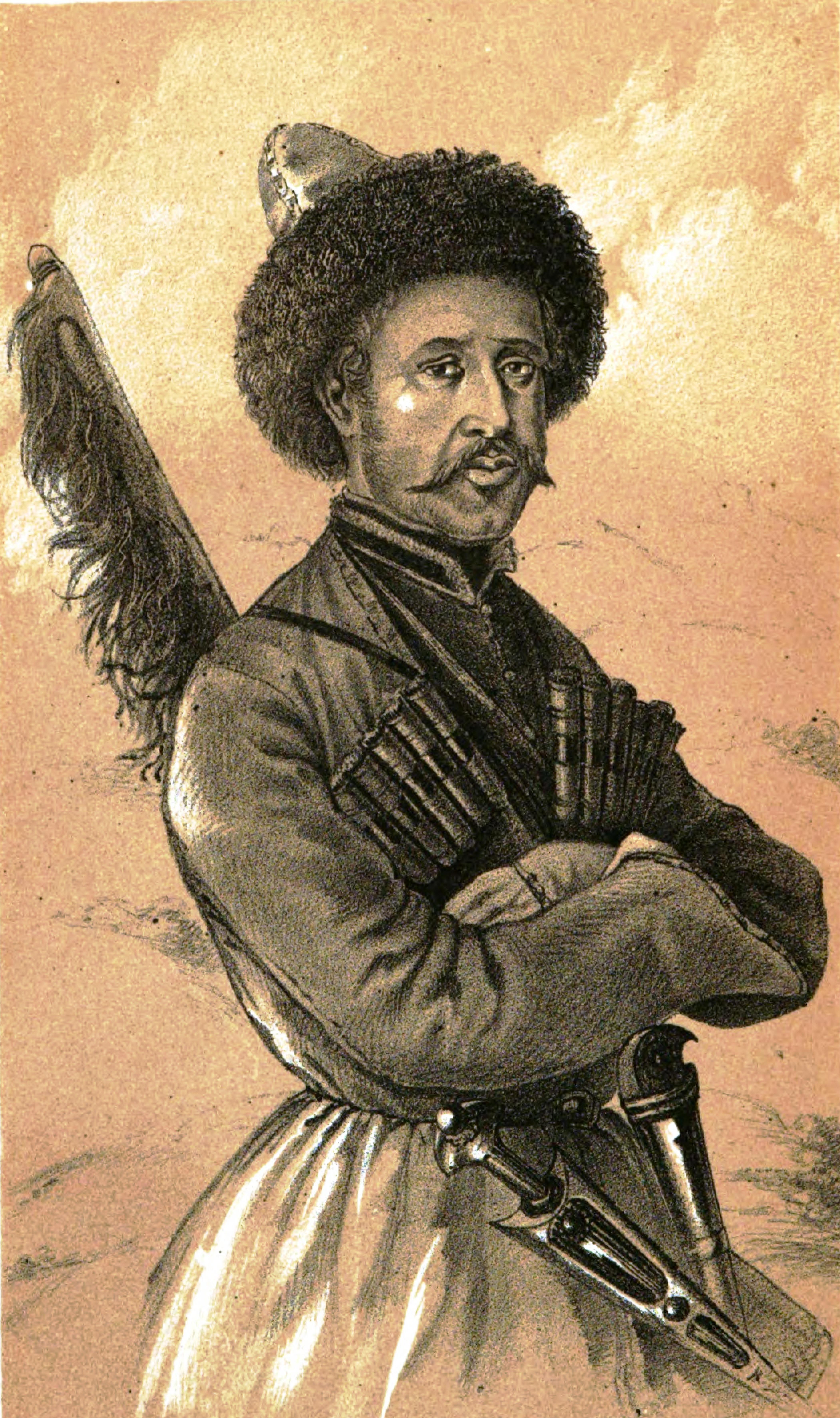
Miquel Shirvashidze

Miquel Xarvaixidze o Mikhaïl Guiórguievitx Xarvaixidze (Hamid Bey) fou príncep d'Abkhàzia del 1822 al 1864. Va ser batejat com cristià ortodox el 1810, abans era un infant musulmà.
Va succeir a son germà gran Demetri Xarvaixidze el 16 d'octubre de 1822 però des del 14 de febrer de 1823 no podia sortir de la fortalesa de Sukhumi, ja que el seu oncle Aslan Beg Xarvaixidze dominava el país. El 1824 els russos van expulsar a Aslan Beg.
El 24 de juny de 1864, el tsar el va declarar deposat i el principat annexat a Rússia. El seu fill Jordi II Xarvaixidze va ser príncep rebel el 1866.